# Sabine Tröger
Sabine Tröger (* 7. Juli 1967 in Wien) ist eine ehemalige österreichische Sprinterin.
Bei den Leichtathletik-Halleneuropameisterschaften 1989 in Den Haag wurde sie Siebte über 60 Meter und gewann Bronze über 200 Meter.
1992 wurde sie bei den Halleneuropameisterschaften in Genua Achte über 60 Meter und gewann erneut Bronze über 200 Meter. Bei den Olympischen Spielen in Barcelona erreichte sie über 100 und 200 Meter jeweils das Viertelfinale.
1993 schied sie bei den Weltmeisterschaften in Stuttgart über 100 Meter im Halbfinale und über 200 Meter im Viertelfinale aus. 1994 wurde sie bei den Halleneuropameisterschaften in Paris Sechste über 60 Meter. Bei den Europameisterschaften in Helsinki kam sie über 100 Meter ins Halbfinale und schied über 200 Meter im Vorlauf aus.
Von 1989 bis 1994 wurde sie je sechsmal Österreichische Meisterin über 100 und 200 Meter, 1991 und 1992 darüber hinaus über 400 Meter. In der Halle holte sie zehnmal den nationalen Titel über 60 Meter (1986–1995) und sechsmal den über 200 Meter (1989–1993, 1995).

## Persönliche Bestzeiten
- 60 m (Halle): 7,21 s, 27. Februar 1993, Wien (ehemaliger österreichischer Rekord)
- 100 m: 11,28 s, 6. August 1993, Lienz (ehemaliger österreichischer Rekord)
- 200 m: 23,12 s, 30. Mai 1992, Wien
  - Halle: 23,26 s, 8. Februar 1992, Wien (ehemaliger österreichischer Rekord)
- 400 m: 54,35 s, 17. August 1991, Kapfenberg